# 千代正行
千代 正行（ちよ まさゆき、1954年 - ）は、茨城県生まれの日本のギタリスト、作曲家、編曲家。
息子はレーサーの千代勝正。

## 来歴
茨城県牛久市に生まれる。青山学院大学入学後19歳の時にみなみらんぼうと出会いバックバンドとして参加。大学中退後、23歳でみなみの『山口さんちのツトム君』などNHK「みんなのうた」の編曲を手がけるも、ギタリストを目指し25歳の時に渡米。帰国後は森田童子の編曲や多くのCM音楽の他、映画やアニメ、ドラマの作曲、編曲も手がけている。とくに編曲を手がけた森田の『たとえばぼくが死んだら』は1993年の映画『高校教師』の主題歌に起用されてリバイバルヒットを記録した。

## 主な編曲
- みなみらんぼう
  - 『山口さんちのツトム君』（みんなのうた、1976年）
  - 『ユミちゃんの引越し 〜さよならツトム君〜』（みんなのうた、1976年）
  - 『虫歯の子どもの誕生日』（みんなのうた、1978年）
  - 『泣いていた女の子』（みんなのうた、1979年）
- やまみどり・コロムビアゆりかご会『みどりせんせいのみ』（ロンパールーム、1978年）
- やまみどり『メドレー●にこちゃん風船●まげてのばして●にこちゃんのうた』（ロンパールーム、1978年）[6][7]
- 森田童子
  - 『たとえばぼくが死んだら』（1980年） ※1993年にシングルカットされて再販。
  - 『ラスト・ワルツ』（全編曲、1980年）
  - 『友への手紙 森田童子自選集』（『菜の花あかり』、『赤いダウンパーカーぼくのともだち 』他、1981年）
  - 『夜想曲』（『蒸留反応』、『淋しい猫』他、1982年）
  - 『ぼくたちの失敗 森田童子ベストコレクション』（1993年）
  - 『たとえばぼくが死んだら 森田童子ベスト・コレクションII』（1993年）

## 主な作曲
- さとう宗幸『愛のメロディ』（1983年）
- 長山洋子『フォーエバー・マイ・ラブ』（1985年）　※『ラブ・ポジション ハレー伝説』挿入歌
- 上海国際博覧会日本産業館「誕生」テーマ曲『ひらめき』（2010年）

## 主な楽曲
- 『ウィザードリィ 〜DIMGUIL〜 ORIGINAL SOUND TRACK』（ギター、1999年）
- 『「篤姫」オリジナルサウンドトラック』（ギター、2008年）
- 『アコースティックヤマト』（ギター、2008年）

## 主なアニメ音楽
- 『フーセンのドラ太郎』（音楽、1981年）
- 『トンデラハウスの大冒険』（音楽、1982年）
- 『パソコントラベル探偵団』（音楽、1983年）

## アルバム
- 『Bouillon』プライエイド・レコーズ、2007年
- 『Hamabe 』KIM Music Entertainment、2013年
- 『リラクシング・ギター プレミアム・ソングス』 デラ、2018年
- 『リラクシング・ギター J-POPコレクション』デラ、2019年
- 『リラクシング・ギター 洋楽コレクション』デラ、2019年